# 蘇聯游擊隊

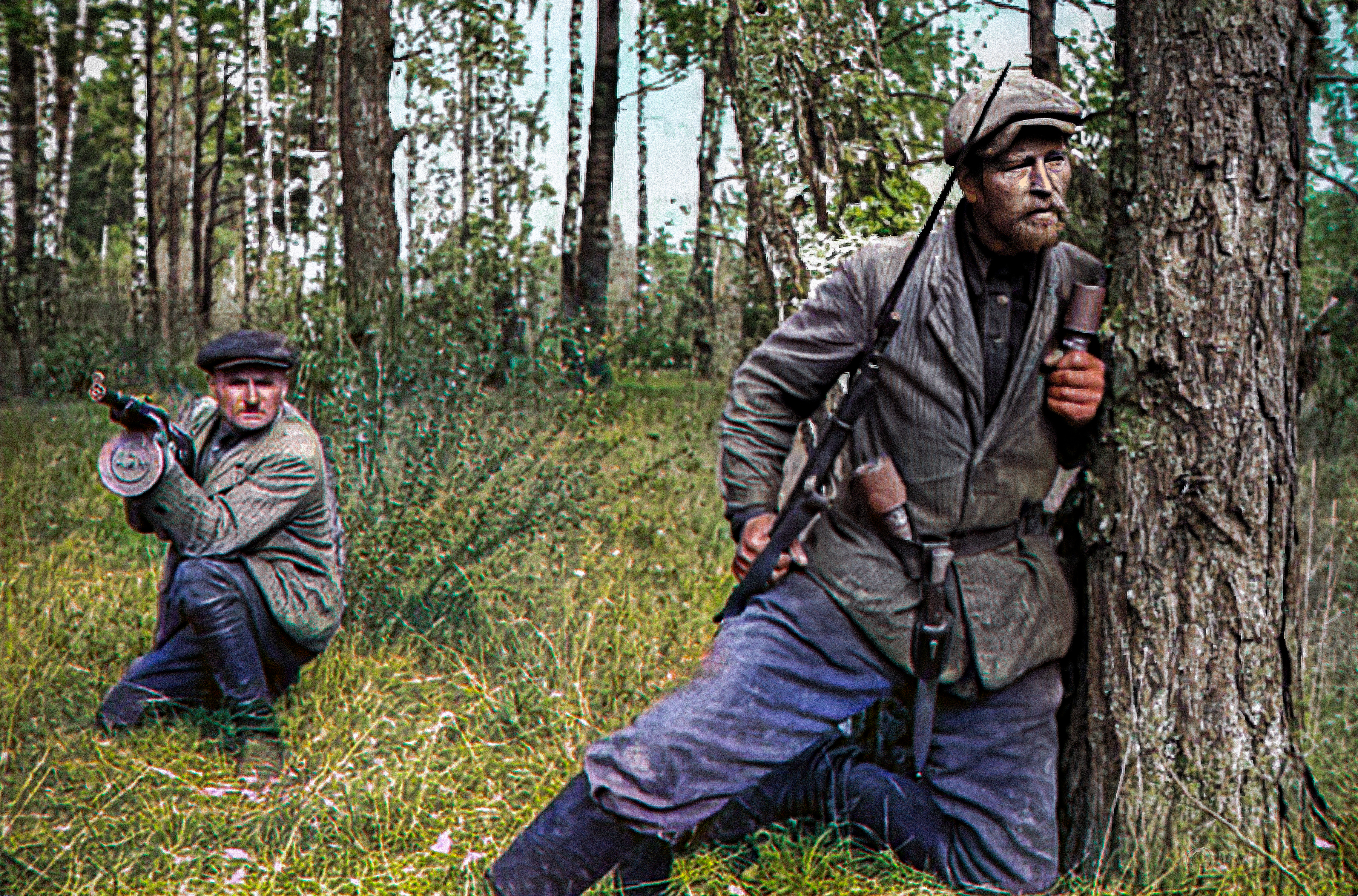
白俄罗斯的游击队

苏联游击队是第二次世界大战期间納粹德國佔領區內的由蘇聯扶持的游擊隊。蘇聯游擊隊主要破壞納粹黨局的設施，向佔領區人民發傳單以及宣傳蘇聯。蘇聯游擊隊的存在使得軸心國軍隊感到不安。
游击队在战争中发挥了重要作用，阻止了德国对占领的苏联领土进行经济剥削的计划，为红军正规军提供了大量援助，对德国后方通信进行了系统性的攻击，并通过出版报纸和传单向当地居民传播政治言论。他们完全依赖平民志愿者的支持。

## 运动的历史
由于苏联对这次袭击毫无准备，除了共产党的命令外，民众自发组织在抵抗中发挥了关键作用。
游击队的战略管理由苏联最高统帅部通过游击队中央指挥部进行。负责人是白俄罗斯共产党中央委员会书记潘捷列伊蒙·波诺马连科。莫斯科还设有共和国总部和地区总部，它们都隶属于中央总部。游击运动乌克兰总部的负责人是苏联共产党（布尔什维克）中央委员会书记季莫菲·斯特罗卡奇 。
游击队中的医生注意到，游击队员开始生病是因为饮食中肉类过多。

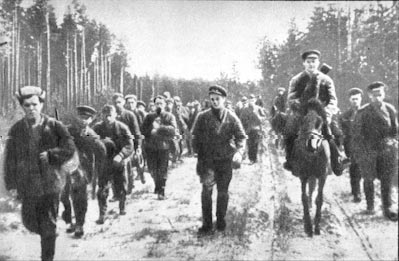
白俄罗斯支队

游击队员们过着放荡的生活。士兵和指挥官中性病是一种普遍现象。通常，每个游击队的集体照上都会画一头牛，牛的侧面有时会写着“占领者去死！”虽然拖着牛穿越袭击很麻烦，但对于游击队来说这却是非常必要的。科夫帕克、萨布罗夫、费奥多罗夫等人的队伍中，性病确实流行起来。由于药品短缺，游击队员们只能尽力自己治疗。注射牛奶后，身体对外来蛋白质产生剧烈反应，游击队员的体温长时间升至近40℃（淋球菌在38℃时略有升高而死亡）。就这样，奶牛拯救了游击队 。
1945年5月，克里姆林宫公布游击队人数，约为20万人，其中白俄罗斯的苏联抵抗力量数量位居第一，乌克兰的游击力量位居第二。